# Sandringham, Kanada
Sandringham är en ort i Kanada.   Den ligger i provinsen Newfoundland och Labrador, i den östra delen av landet, 1 700 km öster om huvudstaden Ottawa. Sandringham ligger 9 meter över havet och antalet invånare är 255.
Terrängen runt Sandringham är huvudsakligen platt. Sandringham ligger nere i en dal. Runt Sandringham är det glesbefolkat, med 17 invånare per kvadratkilometer.. Närmaste större samhälle är Glovertown, 14,8 km väster om Sandringham. 
I omgivningarna runt Sandringham växer i huvudsak blandskog.